# Adolf Stengel

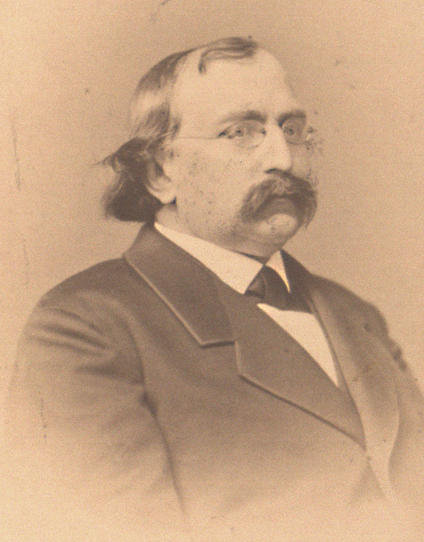
Adolf Stengel

Adolf Stengel (* 9. Juni 1828 in Radtkehmen bei Darkehmen, Ostpreußen; † 22. November 1900 in Heidelberg) war ein deutscher Agrarwissenschaftler.
Stengel, Sohn eines Rechnungsrates, war zunächst als Verwalter auf Gütern in Ostpreußen und Russland tätig. 1849 begann er ein Studium an der Landwirtschaftlichen Akademie Eldena und 1852 promovierte er an der Universität Berlin. Anschließend ging er als Assistent an die Landwirtschaftliche Lehranstalt Bonn-Poppelsdorf, wo er sich 1855 habilitierte. Seit 1857 wirkte er als Dozent an der Landwirtschaftlichen Akademie Proskau (Schlesien) und seit 1862 als a. o. Professor an der Land- und Forstwirtschaftlichen Akademie Tharandt (Sachsen). 1865 wurde er zum o. Professor und Vorstand der Landwirtschaftlichen Fachschule am Polytechnikum Karlsruhe ernannt. Er war Mitglied der Heidelberger Freimaurerloge Ruprecht zu den fünf Rosen.
Seit 1872 lehrte Stengel zunächst als Honorar-Professor, seit 1874 als o. Professor an der Universität Heidelberg. Er hielt Vorlesungen über Landwirtschaft an dem neu gegründeten Landwirtschaftlichen Institut. Als das Institut wegen zu geringer Studentenzahl 1880 wieder geschlossen wurde, las er nur noch für die an der Universität studierenden Kameralisten. Stengel war ein beliebter Lehrer mit einer außerordentlichen Lehrbefähigung. Er wirkte mehr durch sein Wort als durch eigene Schriften. Von 1881 bis 1882 war er als Vertreter der Deutschen Fortschrittspartei Mitglied des Deutschen Reichstages. Er war Träger mehrerer fürstlicher Orden und Auszeichnungen. 1891 wurde ihm der Titel Hofrat verliehen.
Am 31. Dezember 1875 ehelichte er seine zweite Frau Rose (1835–1909), Tochter des August Grahl. Stengel war Witwer und hatte aus erster Ehe einen Sohn und zwei Töchter. Mit Rose Stengel kam noch eine Tochter Lili (* 1881), welche 1909 den Chirurgen und Urologen Friedrich Voelcker heiratete.